# Ed Benes
Ed Benes, pseudonimo di José Edilbenes Bezerra (Alto Santo, 20 novembre 1972), è un fumettista brasiliano.
Esordisce professionalmente nel 1993, quando disegna Samuree per la Continuity Comics. Successivamente lavora per la WildStorm su collane come Gen 13 e Thundercats e per la Marvel Comics disegna X-Men, Iron Man, Gloria e Codename: Knockout. Il successo arriva quando approda alla DC Comics dove realizza le matite per Supergirl (2002-2003), Birds of Prey (tra il 2003 ed il 2005) e Superman (2005-2006). Nel 2006 diventa inoltre il regular artist della nuova Justice League of America e nel 2009 disegna un numero di Batman, oltre che il numero 68 ed un Annual dei Teen Titans. Nel gennaio 2010 viene annunciato che sarà il disegnatore della nuova serie di Birds of Prey, in uscita nella primavera dello stesso anno.
Conosciuto per la sua abilità nel disegnare pin-up, Benes lavora quasi esclusivamente tramite i traduttori, dal momento che la sua lingua principale è il portoghese. Il suo stile, inoltre, è celebre per essere simile a quello di Jim Lee: nell'intervista presente sul suo sito internet, Benes ha infatti dichiarato che il disegnatore nato in Corea è uno degli artisti che più l'hanno influenzato.